# Orchestre du centre des arts de la scène de Hyōgo

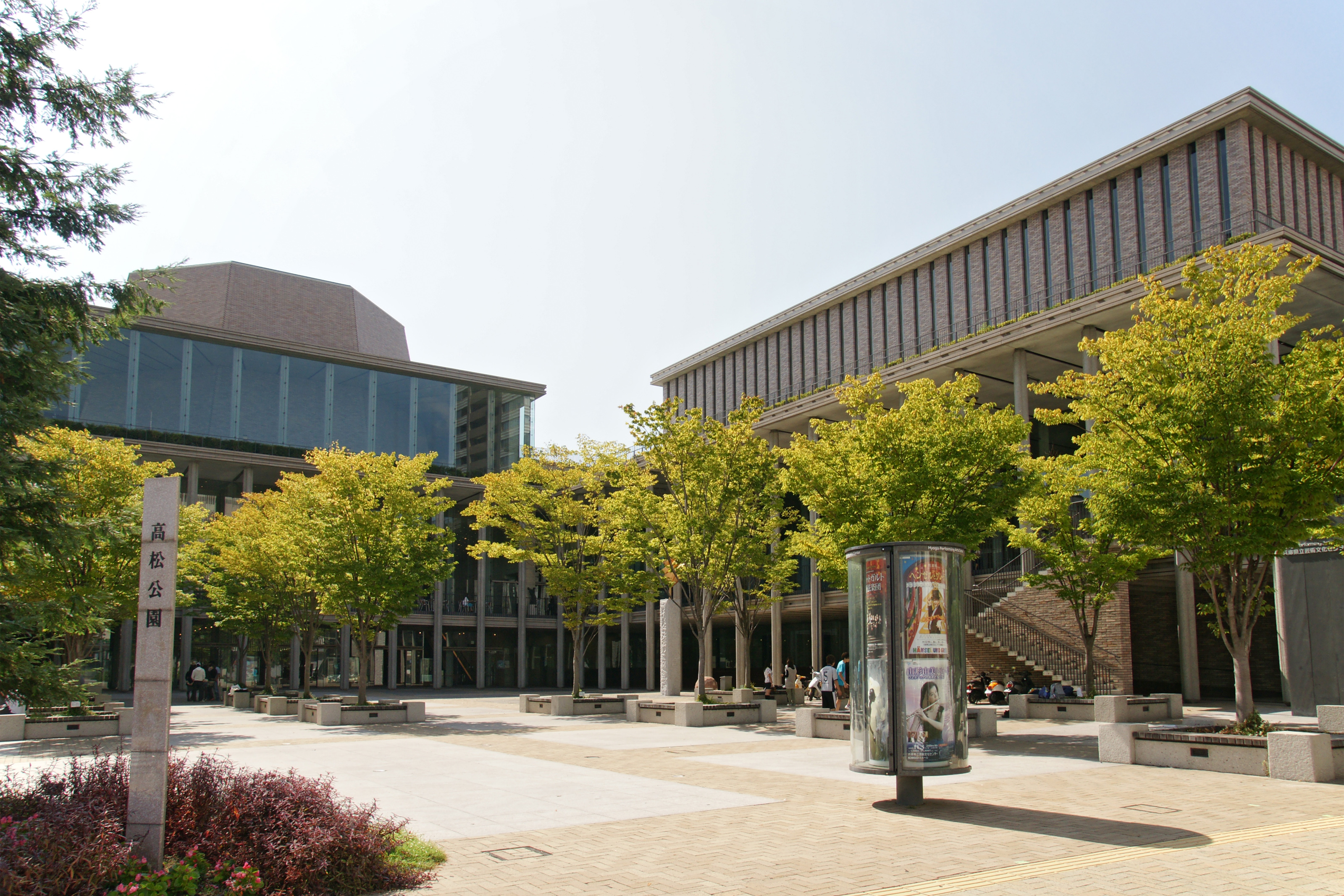
Orchestre du centre des arts de la scène, Hyogo.

L'Orchestre du centre des arts de la scène de Hyōgo (兵庫県立芸術文化センター管弦楽団, Hyōgo-kenritsu Geijutsu Bunka Sentā Kangengakudan) est un orchestre de la ville de Nishinomiya dans la préfecture de Hyōgo au Japon. Fondé en même temps que le Centre des arts de la scène de Hyōgo (en) en 2005, il est dirigé par Yutaka Sado.

## Représentations
L'orchestre donne environ 120 représentations par saison, dont beaucoup au Centre des arts de la scène de Hyōgo. Il s'agit notamment des concerts d'abonnement (trois représentations par semaine d'un programme), des concerts consacrés à des chefs-d’œuvre (un spectacle par semaine), des concerts pour familles et enfants, des séries de récitals (avec certains membres choisis de l'orchestre), des concerts de l'école Waku waku (donnés avec un narrateur, ces concerts présentent chaque instrument individuellement et disposent d'au moins une grande œuvre programmatique) et de musique de chambre.
En plus de cela, l'orchestre participe à une représentation annuelle de la Symphonie nº 9 de Beethoven, avec un chœur de 10 000 personnes (parrainé par Suntory au Osaka-jō Hall) et fait au moins une apparition annuelle sur le programme télévisé hebdomadaire [Concert sans titre] (題名のない音楽会) de TV Asahi.

## Membres
L'orchestre emploie un nombre fixe de membres de base (sélectionnés par audition dans le monde entier) en plus des membres « associés » et « affiliés ».

## Activité de formation
Bien qu'il soit d'abord et avant tout un orchestre professionnel, l'orchestre du centre des arts de la scène de Hyōgo a été fondé dans le but d'avoir également un élément de formation. Il est ainsi similaire à d'autres orchestres de formation (comme l'orchestre symphonique du Nouveau Monde (en)) en ce qu'il existe une longueur de contrat à durée limitée[Quoi ?] (trois ans) et une limite d'âge (35 ans au moment de la signature du contrat).

## Crédit d'auteurs
- (en) Cet article est partiellement ou en totalité issu de l’article de Wikipédia en anglais intitulé « Hyogo Performing Arts Center Orchestra » (voir la liste des auteurs).